# Testudinella brevicaudata
Testudinella brevicaudata is een raderdiertjessoort uit de familie Testudinellidae. De wetenschappelijke naam van deze soort is voor het eerst geldig gepubliceerd in 1951 door Yamamoto.